# Odwrotna transkrypcja

Mechanizm odwrotnej transkrypcji u wirusów klasy VI ssRNA-RT, na przykładzie ludzkiego wirusa niedoboru odporności (HIV). Oznaczenia: U3 – rejon promotorowy; U5 – miejsce rozpoznawane przez wirusową integrazę; PBS – miejsce wiążące starter; PP – sekwencja polipurynowa; gag, pol, env – zobacz organizacja genomu wirusa HIV. Dobór kolorów wskazuje na sekwencje komplementarne. Diagram nie jest narysowany w skali

Odwrotna transkrypcja – proces przepisania jednoniciowego RNA (ssRNA) przez enzym odwrotną transkryptazę (RT) na dwuniciowy DNA. Proces odwrotnej transkrypcji wykorzystywany jest przez niektóre wirusy RNA, w tym HIV, do włączenia swojego materiału genetycznego do genomu komórek gospodarzowych i jego replikacji. Proces ten został odkryty i zbadany przez amerykańskiego onkologa Howarda Martina Temina. Odwrotna transkrypcja stosowana jest również w procesie odtwarzania telomerów przez telomerazę; towarzyszy też przemieszczaniu się retrotranspozonów w genomie gospodarza.
Reakcję odwrotnej transkrypcji wykorzystuje się do syntezy cDNA na matrycy RNA, co jest przydatne w niektórych badaniach, między innymi w reakcji łańcuchowej polimerazy z odwrotną transkrypcją.

## Mechanizm
Odwrotna transkrypcja wirusa HIV odbywa się w cytoplazmie komórek będących gospodarzami. W tym procesie wirusowy jednoniciowy RNA (ssRNA) jest przepisywany przez odwrotną transkryptazę (RT) na dwuniciowy DNA. Odwrotna transkrypcja odbywa się w kierunku 5′→3′. Proces rozpoczyna się, gdy tRNA wiąże się do miejsca wiążącego starter (PBS, z ang. primer binding site) i dostarcza grupy hydroksylowej (−OH) niezbędnej do inicjacji odwrotnej transkrypcji. Następnymi etapami są:
- powstanie komplementarnej DNA (cDNA)
- rozkład matrycowego RNA w kompleksie RNA:DNA przez RN-azową domenę H odwrotnej transkryptazy
- przeniesienie kompleksu DNA:tRNA na koniec 3' matrycy (synteza „przeskakuje” na drugi koniec)
- synteza pierwszej nici DNA
- degradacja pozostała części matrycy ssRNA przez rybonukleazę H, z wyjątkiem sekwencji polipurynowej (miejsca PP)
- inicjacja syntezy drugiej nici ssDNA, począwszy od końca 3' matrycy (tRNA jest niezbędny do syntezy komplementarnej PBS)
- oddysocjowanie tRNA od DNA i jego degradacja przez RN-azę
- kolejny „skok” PBS z drugiej nici hybrydyzuje z komplementarnym PBS pierwszej nici ssDNA
- powstanie brakujących fragmentów obu nici dsDNA poprzez aktywność polimerazy DNA (DNAP) odwrotnej transkryptazy.

Dodatkowo na obu końcach dsDNA znajdują się sekwencje U3-R-U5, tak zwane sekwencje LTR (3'LTR i 5'LTR). Sekwencje LTR odpowiadają za integrację wirusowego DNA do genomu komórki gospodarzowej.